# T-лимфоцитопоэз
Т-лимфоцитопоэз — это процесс образования Т-лимфоцитов, часть общего процесса лимфопоэза.
Незрелые Т-лимфоциты образуются в костном мозге, затем мигрируют в корковый слой тимуса, где становятся так называемыми «кортикальными тимоцитами» и проходят созревание в стерильном, свободном от антигенных воздействий, микроокружении в течение приблизительно одной недели. По окончании недели не более 2—4 % изначальной популяции кортикальных тимоцитов выживает. Оставшиеся 96—98 %, не прошедшие селекцию, «приговариваются к смертной казни» соседями, подвергаются апоптозу и затем фагоцитируются макрофагами тимуса. Столь большой процент гибели кортикальных тимоцитов в процессе созревания обусловлена чрезвычайно жёстким отбором и интенсивным скринингом на всех этапах созревания. Этот отбор должен обеспечить, чтобы каждый кортикальный тимоцит (будущий Т-лимфоцит) обладал способностью распознавать антигены главного комплекса гистосовместимости своего организма и обладал врождённой иммунологической толерантностью к «своим» здоровым клеткам и тканям. Не прошедший отбора и подвергнувшийся апоптозу кортикальный тимоцит погибает и быстро утилизируется макрофагами тимуса. Таким образом, этот отбор в норме исключает появление аутоагрессивных Т-лимфоцитов, агрессию Т-лимфоцитов против собственных здоровых клеток и тканей и развитие аутоиммунных заболеваний.

## Разновидности Т-лимфоцитов
После завершения созревания и дифференцировки образуется несколько разновидностей тимоцитов, в том числе:
- Хелперные Т-лимфоциты, или Т-хелперы (нужны для активации и стимуляции других типов иммунных клеток, таких, как B-лимфоциты, Т-киллеры, макрофаги, дендритные клетки и для посредничества в процессе антиген-презентирования);
- Т-киллеры, или Цитотоксические Т-лимфоциты (уничтожают инфицированные вирусами и внутриклеточными паразитами, а также мутантные и злокачественные клетки);
- Т-клетки памяти (Т-лимфоциты с длительным — годы и десятилетия — сроком жизни, способные запоминать антигены, с которыми ранее встречались, и в случае повторной встречи быстро пройти бласттрансформацию, размножиться и быстро дать клон «готовых к употреблению» эффекторных Т-киллеров);
- Т-регуляторы, они же Т-супрессоры (клетки, которые модерируют и в случае необходимости стимулируют или — чаще — гасят — иммунный ответ других лейкоцитов).

Когда зрелый Т-лимфоцит встречается с антигеном, он проходит иммунологическую активацию, становится «активированным Т-лимфоцитом» и претерпевает ряд стадий дальнейших превращений. Маленький «покоящийся» Т-лимфоцит быстро проходит бластную трансформацию в крупный «активированный» Т-лимфоцит (средний диаметр которого 13—15 мкм). Этот крупный активированный Т-лимфоцит (называемый в этом контексте «Т-лимфобластом») затем неоднократно делится, что приводит к образованию и увеличению клональной популяции «средних» (9—12 мкм) и затем «малых» (5—8 мкм) лимфоцитов с той же самой антигенной специфичностью, что и у родительской клетки-лимфобласта. Окончательный результат — активированные и дифференцированные малые Т-лимфоциты — морфологически внешне ничем не отличается от малого «спящего» Т-лимфоцита покоя, не имевшего ранее никогда контакта с антигеном и, соответственно, не имеющего антигенной специфичности и не проходившего бласттрансформацию (антигенно наивного). Таким образом, при встрече с инфекцией или иным антигеном, вызывающим активацию и пролиферацию Т-лимфоцитов, в крови, а особенно — в лимфоидных тканях вблизи очага инфекции, можно наблюдать следующую, сменяющую друг друга, последовательность клеточных популяций:
1. пролимфоциты;
2. крупные лимфоциты (лимфобласты);
3. средние лимфоциты;
4. малые (зрелые) лимфоциты.

## Упрощённая схема Т-лимфоцитопоэза
This basic map of T Cell formation, in sequence, is simplified and is akin to textbook descriptions, and may not reflect latest research.(Medical Immunology, p. 119)
In the thymus
- MLP
- ETP
- DN1
- (B; Mφ)
- DN2
  - (DC; NK)
- DN3
  - (γδ)
- DN4
- DP
  - (TNK; CD4; CD8; Treg)

In the Periphery
- (Th1; Th2)

## Развитие Т-клеток
Unlike other lymphoid lineages, T cell development occurs almost exclusively in the thymus. T-lymphopoiesis does not occur automatically but requires signals generated from the thymic stromal cells. The process has an astonishingly complex beauty to it. Several stages at which specific regulators and growth factors are required for T cell development to proceed have been defined. Interestingly, later in T cell development and its maturation these same regulatory factors again are used to influence T cell specialization.
T cells are unique among the lymphocyte populations in their ability to further specialize as mature cells and become yet more mature. And T Cells come in many flavors, for example: the conventional TcRαβ T cells; the so-called unconventional TcRγδ T cells; NKT cells; and T regulatory cells (Treg). Details regarding the developmental and life cycle of the unconventional T cells are less well-described compared to the conventional T cells.

## Стадии созревания Т-клеток

### Стадия первая: Миграция в тимус
Multipotent lymphoid progenitors (MLP) enter the T cell pathway as they immigrate to the thymus. The most primitive cells in the thymus are the early thymocyte progenitors (ETP), which retain all lymphoid and myeloid potential but exist only transiently, rapidly differentiating into T and NK lineages. (Medical Immunology, p. 118)

### Стадия вторая: Пролиферативная экспансия и рекрутирование в Т-клеточный путь дифференцировки
Final commitment to the T cell lineage occurs within the thymic microenvironment, the microscopic structures of the thymus where T cells are nurtured. The most primitive T cells retain pluripotential ability and can differentiate into cells of the myeloid or lymphoid lineages (B cells, DC, T cells, or NK cells).
More differentiated double negative T cells (DN2 cells) have more limited potentiality but are not yet fully restricted to the T cell lineage (they can still develop into DC, T cells, or NK cells). Later on, they are fully committed to the T cell lineage- when thymoctyes expressing Notch1 receptors engage thymic stromal cells expressing Notch1 ligands, the thymocytes become finally committed to the T-cell lineage. See Gallery Image «Double Negatives»
With the commitment to the T cell lineage, begins a very complex process known as TcR gene rearrangement. This creates an enormous diversity of T cells bearing antigen receptors. Afterward some T cells leave the thymus to migrate to the skin and mucosae.

### Стадия четвёртая: Селекция аутологично толерантных Т-клеток по их Т-клеточным рецепторам
Only 2 % to 3 % of the differentiating thymocytes, those that express TcR capable of interaction with MHC molecules, but tolerant to self-peptides, survive the Stage Four selection process.

### Стадия пятая: Продолжение дифференцировки в периферических тканях
It was previously believed that the human thymus remained active as the site of T cell differentiation only until early adulthood and that later in adult life the thymus atrophies, perhaps even vanishing. Recent reports indicate that the human thymus is active throughout adult life. Thus several factors may contribute to the supply of T cells in adult life: generation in the thymus, extra-thymic differentiation, and the fact that memory T cells are long-lived and survive for decades.